# ياسر مرتجى
ياسر مرتجى (31 أكتوبر 1987 حي الرمال، غزة – 6 نيسان 2018 في خزاعة ) مصور وصحفي فلسطيني من قطاع غزة. قتله جنود الاحتلال الإسرائيلي في احتجاجات يوم الأرض 2018. ياسر مرتجى مؤسس مشارك لشركة «عين للإنتاج الإعلامي». وهي شركة أنتجت مواد إعلامية لصالح قناة الجزيرة وبي بي سي وفايس وشركات إعلامية أخرى عديدة. كان ياسر مرتجى أحد أوائل الذين أدخلوا كاميرا طائرة بدون طيار إلى غزة التي لا يوجد فيها مطار ولا ناطحات سحاب.

## المهنة
ركّز ياسر مرتجى عمله الصحفي على تغطية الحياة في غزة، بما في ذلك حصار غزة وصراع إسرائيل وغزة. اشتهر بعمله الوثائقي "غزة: الشجاعية الناجية" لصالح قناة الجزيرة". ألقى هذا الفيلم الوثائقي الضوء على بيسان ضاهر التي نجت من هجوم إسرائيلي على حي الشجاعية في غزة والذي أسفر عن استشهاد ستة من أفراد عائلتها. أقام ياسر صداقة وثيقة مع بيسان لمساعدتها على تخطّي الصدمة.
كانت أحلام ياسر بالسفر موضوعاً متكرراً في صوره الفوتوغرافية ومنشوراته في وسائل التواصل الاجتماعي. في آذار (مارس) 2018، كتب ياسر تحت إطار صورة لميناء غزة «أتمنى أن يأتي اليوم الذي يمكنني فيه التقاط هذه الصورة من السماء بدلاً من الأرض! اسمي ياسر وعمري 30 عاماً، أعيش في مدينة غزة ولم أرحل عنها قط في حياتي!» عبر ياسر مرّة الحدود إلى مصر لفترة وجيزة، لكن تمّ إيقافه بعد ذلك بساعات لأسباب أمنية في سيناء.

## وفاته
كان ياسر مرتجى يعمل على تغطية «مسيرة العودة الكبرى» التي نظّمت في احتجاجات يوم الأرض 2018. أثناء الاحتجاجات يوم 6 نيسان (أبريل)، كان ياسر يلتقط صوراً للمتظاهرين بالقرب من الحدود في خان يونس. كان المتظاهرون يشعلون الإطارات لتغرق المنطقة في دخان أسود كثيف. أصيب ياسر برصاصة قنّاص إسرائيلي في بطنه حسب تقرير وزارة الصحة الفلسطينية على الرغم من أنه كان يرتدي سترة تحمل عبارة «صحافة» لتعرّفه كصحفي. أصيب في الاحتجاجات سبعة صحفيين فلسطينيين آخرين. نقلت وكالة رويترز عن مسؤولين في وزارة الصحة الفلسطينية قولهم إن رصاصة حية اخترقت جانبا من بطنه، وقد توفي في المستشفى لاحقا جراء إصابته. في ذلك اليوم، استشهد تسعة فلسطينيين، وأصيب 1350 آخرون، 25 منهم في حالات حرجة. عدد الذين أصيبوا بالذخيرة الحيّة كان حوالي 400. أفادت جمعية الهلال الأحمر الفلسطيني أنها أسعفت 700 جريح يوم 6 من نيسان (أبريل)، منهم 320 أصيبوا بالذخيرة الحية.

### التحقيق
أعلن الجيش الإسرائيلي في بيان نشره موقع ينيت نيوز الإسرائيلي أن
أن الظروف التي تعرض فيها الصحفيون لنيران الجيش الإسرائيلي غير معروفة وهي قيد التحقيق."
دعت منظمة الصحافة الأجنبية في إسرائيل والأراضي الفلسطينية الجيش الإسرائيلي إلى إجراء تحقيق سريع ومفتوح وإظهار ضبط النفس في المناطق التي يعمل فيها الصحفيون.

### ردود الأفعال
أدان الأمين العام لمراسلون بلا حدود كريستوف ديلوار الرد الإسرائيلي غير المتناسب مع الاحتجاجات ودعى إلى إجراء تحقيقٍ مستقل في الحادث.
كان ردّ الاتحاد الأوروبي أن العنف الذي حصل يوم الجمعة "يثير أسئلة خطيرة حول الاستخدام المناسب للقوة يجب أن يعالج.”
قال رئيس حماس إسماعيل هنية: "إن مسيرة العودة هي معركة الحقيقة والوعي. حمل ياسر كاميرته ليوجه أسهم الحقيقة لنقل صورة الشعب المحاصر.”
أصدر الجيش الإسرائيلي البيان التالي: «يستخدم الجيش الإسرائيلي وسائل تحذير ووسائل مكافحة الشغب، كملاذٍ أخير، تطلق الذخيرة الحية بطريقة دقيقة ومقاسة. الجيش الإسرائيلي لا يعمد إلى إطلاق النار على الصحفيين. ظروف الصحفيين الذين تعرضوا لإطلاق النار، كما زعم الجيش، غير معروفة لدينا وسنجري تحقيقاً.» علّق وزير الدفاع الإسرائيلي أفيغدور ليبرمان على مقتل الصحفي الفلسطيني بالقول: «إن أي شخص يطير بدون طيار فوق جنود الجيش الإسرائيلي يعرض نفسه للخطر».
قالت نقابة الصحفيين الفلسطينيين في بيان أصدرته أنها تحمّل إسرائيل المسؤولية الكاملة عن هذه الجريمة. كما قالت أن سبعة مراسلين آخرين أصيبوا في احتجاج 6 نيسان (أبريل) فيما وصفوه بأنه «جرائم متعمدة ارتكبها الجيش الإسرائيلي».

### الجنازة
حضر مئات الصحفين والأصدقاء والأقارب جنازته التي أقيمت في مدينة غزة. غطي جثمانه بالعلم الفلسطيني ووضعت سترة الصحافة على النقالة أثناء حمله في شوارع مدينة غزة. استخدمت الكاميرا الطائرة لتصوير مشاهد جنازته من الجو.

## حياته الشخصية
كان ياسر مرتجى متزوجاً وله ابن واحد.